# Taeniacara candidi
Рід налічує 1 вид риб родини цихлові.

## Види
- Taeniacara candidi Myers 1935